# Pressy-sous-Dondin
Pressy-sous-Dondin è un comune francese di 100 abitanti situato nel dipartimento della Saona e Loira nella regione della Borgogna-Franca Contea.

## Società

### Evoluzione demografica
Abitanti censiti